# КД Трофенсе
Клубе Деспортиво Трофенсе (на португалски Clube Desportivo Trofense), или само Трофенсе е португалски футболен клуб от град Трофа основан през 1930 година.

## История
Трофенсе е скромен клуб, който до сезон 2005-06 се състезава в Сегонд дивисион (трета португалска лига). Същата година я печели с преднина от 6 точки. Играе бараж с другия представител на лигата Лосада и го печели по доста драматичен начин. Така Трофенсе за първи път в своята история придобива право да се състезава при професионалните клубове. През първия си сезон в Лига де Онра завършва на 11-о място, но през следващия 2007-08 скромният отбор печели титлата и своята първа промоция за Португалската лига. На 4 януари 2009 г. Трофенсе постига историческа победа в къщи над гранда Бенфика с 2:0, след която отбора се изкачва над чертата на изпадащите. Седмица по-късно сътворява нов подвиг срещу другия гранд Порто, завършвайки 0:0 на Ещадио до Драгао.

## Успехи
- Шампион на Лига де Онра 1:
2008